# Cabo del Sur (Indonesia)
Cabo del Sur (en indonesio: Tanjung Selatan) es el punto más meridional de la isla de Kalimantan (también conocida como Borneo). Administrativamente forma parte de la provincia de Borneo Meridional (Kalimantan Selatan) en el país asiático de Indonesia. Una vez que toda esta región era un pantano, pero la zona norte del cabo ha sido despejada para la explotación del caucho y de pastoreo para el ganado. El sedimento a lo largo de la costa viene desde el río Barito hacia el norte y de pequeños arroyos cerca de la punta del cabo, donde la tierra ha sido limpiada. Las colinas boscosas de la Gran Cordillera del sur son visibles a lo largo de la costa sudeste.